# Carrer del Doctor Ferrer i Solervicenç
El Carrer del Doctor Ferrer i Solervicenç és una obra del municipi d'Artés (Bages) inclosa en l'Inventari del Patrimoni Arquitectònic de Catalunya.

## Descripció
Es tracta d'un conjunt urbanístic, un carrer del doctor Ferrer i Solervicenç format per cases entre mitgeres de dos pisos d'alçària amb finestres i balcons oberts al carrer. La major part de les plantes baixes estan formades per àmplies portalades, moltes de les quals avui han esdevingut comerços.

## Història
És un dels carrers més il·lustres de la vila d'Artés; documentat des de l'any 1590 amb el nom de carrer ample, ja a la part baixa de la vila, al peu del castell i prop del camí ral fou l'inici del creixement modern d'Artés. Va néixer en aquest carrer el pare jesuïta Frederic Faura i Prat (Artés 1840 - Manila 1877) eminent meteoròleg i inventor del baròmetre que serví als mariners de Manila i Filipines per advertir-los de les proximitats dels ciclons i de les tempestats. També va néixer en aquest carrer, el qual porta avui el seu nom el Dr. Francesc Ferrer i Solvervicenç (1885-1943), catedràtic de patologia mèdica de la Universitat de Barcelona.